# Derek Lewis
Derek Ivor Edwin Lewis (* 10. Juni 1929 in Edmonton, London; † 13. Juli 1953 in St Albans) war ein englischer Fußballspieler. Der Angreifer erzielte Anfang der 1950er Jahre 45 Tore in 85 Ligaspielen  in der Football League für Preston North End und den FC Gillingham, ehe er 24-jährig an einer Hirnblutung verstarb.

## Karriere
Lewis wuchs in der Nähe der White Hart Lane auf und war Fan von Tottenham Hotspur, sein Vater fiel im Zweiten Weltkrieg. Im Erwachsenenbereich spielte Lewis bei Erith & Belvedere, war als Amateur beim FC Fulham registriert und war als Mittelstürmer in der Saison 1949/50 in der Eastern Counties Football League für Bury Town mit 21 Toren in 35 Pflichtspielen erfolgreich. Kurz nach seiner Entlassung aus dem Militärdienst wurde Lewis im Sommer 1950 für eine Ablösesumme von £10 vom südostenglischen Drittligisten FC Gillingham verpflichtet, die 1950 nach 12-jähriger Abstinenz wieder in die Football League gewählt worden waren, und machte bereits frühzeitig Schlagzeilen. An seinen ersten Einsätzen noch als Mittelstürmer aufgeboten, erzielte er im September 1950 bei seinem zweiten Einsatz in der Third Division South gegen den FC Walsall einen Hattrick beim 4:1-Erfolg. Im Januar 1951, mittlerweile als Halbstürmer aufgeboten, legte er bei einem 9:4-Sieg über Exeter City einen weiteren Hattrick nach. Ab März 1951 etablierte sich Lewis endgültig in der Mannschaft und traf die folgende Saison 1951/52 dank seiner Antrittsgeschwindigkeit und präzisen Abschlüssen fast nach Belieben und machte damit auch höherklassige Klubs auf sich aufmerksam. Hinzu kam im November 1951 eine Berufung in eine Auswahl der Football Association gegen die British Army, in der im Londoner Highbury ausgetragenen Partie erzielte Lewis, der der einzige Drittligaspieler der Verbandsauswahl war, den Führungstreffer beim 4:2-Sieg.
Nach insgesamt 22 Toren in 28 Ligaeinsätzen in der Saison 1951/52 einigte sich Gillingham im Februar 1952 mit dem Erstligisten Preston North End auf eine Ablösesumme von £13.000, diese wurde aber wegen der Bedeutung der 13 als Unglückszahl um ein Pfund auf £12.999 verringert; für Gillingham war der Transfer Rekorderlös. Bereits wenige Tage später gab er bei einem 1:1-Unentschieden gegen Manchester City sein Erstligadebüt, bis Saisonende kam er auf zwei Treffer in acht Einsätzen. Nachdem er bereits ein Kandidat für das B-Länderspiel gegen die Niederlande Im März 1952 gewesen war, wurde Lewis Ende April 1952 in die englische B-Nationalmannschaft berufen, die Partie gegen eine französische Auswahl musste er aber nach einer bei einer Europatournee von Preston North End erlittenen Verletzung absagen und wurde durch seinen Mannschaftskameraden Bobby Foster ersetzt.
In der Saison 1952/53 erzielte Lewis 12 Tore in 29 Ligaeinsätzen in der Sturmreihe Tom Finney – Derek Lewis – Charlie Wayman – Jimmy Baxter – Angus Morrison. Die Mannschaft stand am Saisonende auf dem zweiten Tabellenplatz und verpasste die Meisterschaft nur aufgrund des schlechteren Torquotienten gegenüber dem FC Arsenal. Lewis verpasste den letzten Spieltag und die anschließende Europatournee wegen einer Mumps-Erkrankung.  Am 6. Juli 1953 brach Lewis in seinem Zuhause in Edmonton aufgrund einer Hirnblutung zusammen und wurde zunächst in das North Middlesex Hospital eingeliefert, im Laufe der Woche wurde er in das neurologisch spezialisiertere Hill End Hospital in St Albans verlegt. Dort verstarb Lewis am 13. Juli 1953. Der Trauerfeier wohnten neben einer Delegation von Preston North End mit Trainer Scot Symon und den Spielern Tommy Docherty, Willie Cunningham und Bobby Foster auch ein Großteil des Kaders des FC Gillingham bei; er wurde auf dem Highgate Cemetery beigesetzt.